# AFC 풋살 클럽 챔피언십
AFC 풋살 클럽 챔피언십은 아시아 축구 연맹이 주관하는 국제 풋살 클럽 대회로 해마다 아시아 최고의 클럽을 뽑는 대회이다.

## 역대 우승팀
| 연도          | 개최                     | 결승전                   | 결승전                   | 결승전                   | 3·4위전                  | 3·4위전                  | 3·4위전                  |
| 연도          | 개최                     | 우승                     | 점수                     | 준우승                   | 3위                      | 점수                     | 4위                      |
| ------------- | ------------------------ | ------------------------ | ------------------------ | ------------------------ | ------------------------ | ------------------------ | ------------------------ |
| 2010년 자세히 | 이스파한                 | 풀라드 마한              | 5 - 2                    | 알사드                   | 나고야 오션스            | 6 - 6 6-5 (pen)          | 타이 포트                |
| 2011년 자세히 | 도하                     | 나고야 오션스            | 3 - 2 (aet)              | 샤히드 만수리            | 알사다카                 | 4 - 4 4-3 (pen)          | 알라얀                   |
| 2012년 자세히 | 쿠웨이트 시티            | 기티 파산드 이스파한     | 2 - 1                    | 아르두스 타슈켄트        | 나고야 오션스            | 4 - 1                    | 알라얀                   |
| 2013년 자세히 | 나고야                   | 촌부리 블루 웨이브       | 1 - 1 4-1 (pen)          | 기티 파산드 이스파한     | 나고야 오션스            | 6 - 4                    | 선전 난링                |
| 2014년 자세히 | 청두                     | 나고야 오션스            | 5 - 4 (aet)              | 촌부리 블루 웨이브       | 다비리 타브리즈          | 5 - 5 7-6 (pen)          | 선전 난링                |
| 2015년 자세히 | 이스파한                 | 타시사트 다예이          | 5 - 4                    | 알카시다                 | 타이 손 남               | 7 - 3                    | 나프트 알 와사트         |
| 2016년 자세히 | 방콕                     | 나고야 오션스            | 4 - 4 6-5 (pen)          | 나프트 알 와사트         | 촌부리 블루 웨이브       | 6 - 1                    | 디바 알 히슨             |
| 2017년 자세히 | 호치민 시                | 촌부리 블루 웨이브       | 3 - 2                    | 기티 파산드 이스파한     | 타이 손 남               | 6 - 1                    | 알라얀                   |
| 2018년 자세히 | 욕야카르타               | 메스 선군                | 4 - 2                    | 타이 손 남               | 뱅크 오브 베이루트       | 5 - 3                    | 나프트 알 와사트         |
| 2019년 자세히 | 방콕                     | 나고야 오션스            | 2 - 0                    | 메스 선군                | 타이 손 남               | 6 - 4                    | AGMK                     |
| 2020년        | 코로나19 범유행으로 취소 | 코로나19 범유행으로 취소 | 코로나19 범유행으로 취소 | 코로나19 범유행으로 취소 | 코로나19 범유행으로 취소 | 코로나19 범유행으로 취소 | 코로나19 범유행으로 취소 |
| 2021년        | 코로나19 범유행으로 취소 | 코로나19 범유행으로 취소 | 코로나19 범유행으로 취소 | 코로나19 범유행으로 취소 | 코로나19 범유행으로 취소 | 코로나19 범유행으로 취소 | 코로나19 범유행으로 취소 |
| 2022년        | 코로나19 범유행으로 취소 | 코로나19 범유행으로 취소 | 코로나19 범유행으로 취소 | 코로나19 범유행으로 취소 | 코로나19 범유행으로 취소 | 코로나19 범유행으로 취소 | 코로나19 범유행으로 취소 |

## 우승

### 클럽별 우승 횟수
(~2022)
| 클럽                 | 우승                         | 준우승           |
| -------------------- | ---------------------------- | ---------------- |
| 나고야 오션스        | 4회 (2011, 2014, 2016, 2019) |                  |
| 촌부리 블루 웨이브   | 2회 (2013, 2017)             | 1회 (2014)       |
| 기티 파산드 이스파한 | 1회 (2012)                   | 2회 (2013, 2017) |
| 메스 선군            | 1회 (2018)                   | 1회 (2019)       |
| 풀라드 마한          | 1회 (2010)                   |                  |
| 타시사트 다예이      | 1회 (2015)                   |                  |
| 알사드 SC            |                              | 1회 (2010)       |
| 샤히드 만수리        |                              | 1회 (2011)       |
| 아르두스 타슈켄트    |                              | 1회 (2012)       |
| 알카시다             |                              | 1회 (2015)       |
| 나프트 알 와사트     |                              | 1회 (2016)       |
| 타이 손 남           |                              | 1회 (2018)       |

### 국가별 우승 횟수
(~2022)
| 국가         | 우승 | 준우승 |
| ------------ | ---- | ------ |
| 이란         | 4    | 4      |
| 일본         | 4    |        |
| 태국         | 2    | 1      |
| 카타르       |      | 1      |
| 우즈베키스탄 |      | 1      |
| 이라크       |      | 1      |
| 쿠웨이트     |      | 1      |
| 베트남       |      | 1      |

## 같이 보기
- AFC 풋살 아시안컵